# Five Lessons Learned
Five Lessons Learned is het derde studioalbum van de Amerikaanse punkband Swingin' Utters. Het werd op 23 juni 1998 uitgegeven door Fat Wreck Chords en was daarmee het tweede studioalbum dat de band via dit label liet uitgeven.

## Nummers
1. "Five Lessons Learned" - 1:55
2. "Tell Me Lies" - 2:09
3. "A Promise to Distinction" - 2:08
4. "The Stooge" - 3:27
5. "(The) Picture's Perfect" - 2:37
6. "This Bastard's Life" - 3:05
7. "As You Start Leaving" - 2:44
8. "I Need Feedback" - 3:27
9. "Good People" - 2:18
10. "As Sure as I'm down" - 2:01
11. "Untitled 21" - 2:36
12. "Unpopular Again" - 3:16
13. "New Day Rising" - 1:49
14. "Two Jacks Shitty" - 1:43
15. "Fruitless Fortunes" - 2:52

## Muzikanten
Band
- Johnny Peebucks - zang
- Max Huber - gitaar, zang, basgitaar (track 8), en slagwerk
- Greg McEntee - drums en slagwerk
- Darius Koski - gitaar, zang, accordeon, viool, en basgitaar (tracks 1 en 4-5)

Aanvullende muzikanten
- John Maurer - basgitaar (tracks 2-3, 6-7, 9-10, en 13-14)
- Howie Pyro - basgitaar (track 11)
- Fat Mike - basgitaar (track 12)
- Rockin Lloyd Tripp - contrabas (track 15)
- Seth Lorenzi - Vox orgel, hammondorgel, en elektronisch orgel
- Max Butler - mandoline
- Chris Shiflett - gitaar (tracks 8 en 11)
- Ryan Greene  tamboerijn (track 12)
- Spike Slawson - achtergrondzang (tracks 5 en 8)
- Morty Okin - trompet
- Van Hughes - trombone
- David Murotake - tenorsaxofoon
- Tom Griesser - baritonsaxofoon